# Paseo Marítimo (Palma de Mallorca)
La Avenida de Gabriel Roca, popularmente conocida como Paseo Marítimo, (oficialmente y en catalán Avinguda de Gabriel Roca o Passeig Marítim) es una paseo marítimo situado en la ciudad de Palma de Mallorca, capital de las Islas Baleares, en España. Lleva el nombre del ingeniero Gabriel Roca, jefe de obras del Puerto de Palma de Mallorca entre los años 1940 y 1962, además de ser el principal impulsor de la construcción del paseo. La avenida está situada al sur de la ciudad y atraviesa los distritos Playa de Palma, Levante y Poniente, además de los barrios de Can Pere Antoni, Zona Portuaria, El Jonquet, Son Armadams, El Terreno y Portopí. Se extiende desde la Ma-19 hasta la Ma-1. Tiene una longitud total de 5500 metros.

## Transporte
En autobús queda conectado mediante las siguientes líneas de la EMT: 
| Línea | Trayecto                            | Recorrido | Frecuencia |
| ----- | ----------------------------------- | --------- | ---------- |
| 1     | Síndicato - Portopí                 | Recorrido | 12 minutos |
| 15    | Playa de Palma - Plaza de la Reina  | Recorrido | 10 minutos |
| 23    | Palma - Arenal - Cala Blava (IB-29) | Recorrido | 25 minutos |
| 29    | Circular Son Espases                | Recorrido | 18 minutos |
| 30    | Plaza de España - Cala Estancia     | Recorrido | 15 minutos |
| 31    | Palma - Sant Jordi                  | Recorrido | 60 minutos |
| 41    | Bus nocturno                        | Recorrido | 15 minutos |
| 50    | Bus turístico                       | Recorrido | 20 minutos |